# آرثر جنسن
آرثر جنسن (بالدنماركية: Arthur Jensen)‏ هو ممثل دانمركي، ولد في 9 نوفمبر 1897 في الدنمارك، وتوفي بنفس المكان في 28 نوفمبر 1981.

## وصلات خارجية
- آرثر جنسن على موقع IMDb (الإنجليزية)
- آرثر جنسن على موقع ألو سيني (الفرنسية)
- آرثر جنسن على موقع ميوزك برينز (الإنجليزية)
- آرثر جنسن على موقع أول موفي (الإنجليزية)
- آرثر جنسن على موقع قاعدة بيانات الأفلام السويدية (السويدية)
- آرثر جنسن على موقع ديسكوغز (الإنجليزية)
- آرثر جنسن على موقع قاعدة بيانات الفيلم (الإنجليزية)
- آرثر جنسن على موقع كينوبويسك (الروسية)
- آرثر جنسن على موقع كينوبويسك (الروسية)